# Сипарис, Юозас Винцович
Юо́зас Ви́нцович Сипа́рис (лит. Juozas Siparis; 1894—1970) — советский, литовский актёр, театральный педагог. Народный артист СССР (1954).

## Биография
Юозас Сипарис родился 26 февраля (10 марта) 1894 года в деревне Кусяй (ныне в Шилальском районе, Таурагский уезд, Литва).
Учился в гимназии Таураге. С 1914 года участвовал в художественной самодеятельности, играл в любительских спектаклях.
С 1920 года начал выступать в сатирическом театре «Вулколакис» («Оборотень») в Каунасе. До 1925 года играл в нём и в Народном театре.
В 1923 году в Каунасе окончил Школу актёрского мастерства режиссёра А. Суткуса, ученика Ф. Комиссаржевского.
В 1926—1940 годах — актёр Государственного театра в Каунасе (ныне Каунасский государственный драматический театр). С 1926 года выступал в программе «Время юмора и сатиры» на Каунасском радио (вместе В. Динейка и Ю. Пятраускасом), позже их деятельность воплотилась в ансамбль «Смешные братья».
С 1940 по 1959 год — актёр Государственного театра драмы в Вильнюсе (с 1955 — Государственный академический театр драмы Литовской ССР, ныне — Национальный драматический театр Литвы).
С 1945 по 1949 год преподавал в драматической студии при театре, с 1953 по 1958 — на театральном факультете Литовской консерватории (ныне Литовская академия музыки и театра).
Депутат Верховного Совета СССР 3-го созыва (1950—1954).
Юозас Сипарис умер 5 апреля 1970 года в Вильнюсе. Похоронен на Антакальнисском кладбище.

### Семья
- Сын — Римантас Сипарис (1927—1990), оперный певец (бас). Народный артист Литовской ССР (1964). Лауреат Сталинской премии третьей степени (1951).

## Творчество

### Роли в театре

#### Театр «Вулколакис» («Оборотень»)
- 1923 — «Tautinis bizūnas» А. Крищюкайтиса — Faibčikas
- 1924 — «Альма Матер» В. Бичюнаса — Богослов
- 1924 — «Хлестаков в Литве» В. Бичюнаса — Bekyšio Nerangus
- 1924 — «Velniava» В. Бичюнаса — Вилюнас
- 1925 — «Илиада или Боги и люди» В. Бичюнаса — Kolchas

#### Народный театр
- 1923 — «Žvaigždžių takai» Видунаса — Гость короля
- 1924 — «Vaidilutė» Видунаса — Darbūtas
- 1924 — «Шарунас» В. Креве-Мицкявичюса — Шарунас

#### Каунасский государственный театр
- 1926 — «Среди цветов» Г. Зудермана — барон Эрфлинген
- 1926 — «Столпы общества» Г. Ибсена — Rumelis
- 1927 — «Трагедии веры» Р. Роллана — Тибо де Brev
- 1927 — «Тот, кто получает пощёчины» Л. Н. Андреева — Тили
- 1927 — «Принцесса Турандот» К. Гоцци — Палач
- 1927 — «За монастырской стеной» Л. Камолетти — граф Dubriel
- 1927 — «R.U.R.» К. Чапека — консул Бусман
- 1928 — «Разбойники» Ф. Шиллера — Роллер
- 1928 — «Мнимый больной» Мольера — Беральд
- 1928 — «Ночная серенада» M. Lengyel — Спекулянт
- 1928 — «Школьные друзья» Л. Фульды — Бруно Мартенс
- 1929 — «Nežinomieji» А. Биссона — Perisar
- 1930 — «Отец-одиночка» Э. Карпентера — Kacting
- 1930 — «Колокола» Ч. Диккенса — краснолицый джентльмен
- 1930 — «Pūkio pinigai» А. Домантаса-Сакалаускаса — Almanas
- 1930 — «Витаутас Великий — король» Майрониса — Гоштаутас
- 1931 — «„Шабтай Цви“» Е. Жулавского — Chakim Baša
- 1932 — «Паланга» А. Грицюса — Мосчюс
- 1932 — «Гамлет» У. Шекспира — 1-й могильщик
- 1933 — «Новые люди» П. Вайчюнаса — Туткус
- 1933 — «Ревизор» Н. В. Гоголя — Земляника
- 1933 — «Kai širdis traukia» С. Капниса — Kazys Mieliūkštis
- 1933 — «Педагоги» Отто Эрнста — Negendancas
- 1934 — «Двенадцать братьев — чёрных воронов» С. Чюрлёнене-Кимантайте — старик
- 1934 — «Борьба за свободу» Б. Даугуветиса — Fon Pliotlich
- 1934 — «Винцас Кудирка» К. Инчюры — Петрас
- 1935 — «Принц и нищий» М. Твена — Генрих VII
- 1935 — «Вильгельм Телль» Ф. Шиллера — Вильгельм Телль
- 1935 — «Отверженные» В. Гюго — епископ Бьенвеню
- 1936 — «Страшная ночь» Б. Сруоги — Julikas Lauck
- 1937 — «Вишнёвый сад» А. П. Чехова — Симеонов-Пищик
- 1937 — «Враг народа» Г. Ибсена — Аслаксен
- 1937 — «Пигмалион» Б. Шоу — Хиггинс
- 1938 — «Хижина дяди Тома» С. Бичер-Стоу — Шелби
- 1938 — «Доходное место» А. Н Островского — Вышневский
- 1939 — «Перед заходом солнца» Г. Гауптмана — Штейниц
- 1940 — «Топаз» М. Паньоля — Miušas
- «Двенадцатая ночь» У. Шекспира — Шут и сэр Тоби
- «Гибель „Надежды“» Г. Хейерманса — Симон

#### Государственный академический театр драмы Литовской ССР
- 1947 — «Кремлёвские куранты» Н. Ф. Погодина — Ленин
- 1951 — «Незабываемый 1919-й» В. В. Вишневского — В. И. Ленин
- «Русские люди» К. М. Симонова — Харитонов
- «Новая борозда» Б. Ф. Даугуветиса — Урнежюс
- «Невестка» по Ю. Жемайте — Вингис
- «Юбилей» А. П. Чехова — Шипучий
- «Враги» М. Горького — Лёвшин
- «Егор Булычов и другие» М. Горького — Павлин
- «Лес» А. Н Островского — Восмибратов
- «Коварство и любовь» Ф. Шиллера — Миллер
- «Яблони зацветут» Ю. Хливицкаса и Ю. Густайтиса — Кведарас
- «Бесприданница» А. Н Островского — Кнуров
- «Калиновая роща» А. Е. Корнейчука — Иван Петрович Романюк
- «Огненный мост» Б. С. Ромашова — Дубровин
- «Доля предрассветная» Б. Сруоги — Герикас

### Фильмография
- 1947 — Марите — Антанас
- 1953 — Над Неманом рассвет — Габрис, председатель колхоза

## Награды и звания
- Сталинская премия третьей степени (1952) — за исполнение роли В. И. Ленина в спектакле «Незабываемый 1919-й» В. В. Вишневского
- Народный артист Литовской ССР (1954)
- Народный артист СССР (1954)
- Два ордена Трудового Красного Знамени (в том числе 1954[2])
- Медали